# Caroline Corinth
Caroline Corinth (20 de julio de 1994) es una modelo danesa.

## Carrera
Posó en anuncios de Victoria's Secret, Pilgrim, y Pieces. También ha desfilado para Matthew Williamson, Malene Birger, J.Crew, Ohne Titel y Charlotte Ronson.
Ha figurado en la portada de Qvest, Eurowoman, Elle, DV Mode, Marie Claire y Cover, como también en editoriales para S Moda for El País, Teen Vogue y Grazia.